# Байжанов Максат Дуйсенбекович
Максат Дуйсенбекович Байжанов (каз. Мақсат Дүйсенбекұлы Байжанов; нар. 6 серпня 1984, Кзил-Орда, Казахська РСР) — казахстанський футболіст, півзахисник. Дворазовий чемпіон Казахстану (2011-2012).

## Клубна кар'єра
Вихованець кизилординського футболу. Дебют у вищому дивізіоні відбувся 9 серпня 2002 року, через три дні після його 18-річчя, в Усть-Каменогорську в матчі «Восход-Алтин» - «Кайсар» (4:1). З 2002 до 2004 року грав у «Кайсарі». У 2005 році сезон розпочав у складі павлодарського «Іртиша». Потім повернувся до «Кайсара», де грав до 2008 року.
У сезоні 2009 року перебрався до астанинського «Локомотиву». У столиці вперше став із клубом призером чемпіонату Казахстану, виграв срібну медаль.
У 2010 році першу половину сезону грав в «Актобе», став із клубом фіналістом Кубка Співдружності СНД у січні та Суперкубку Казахстану 14 березня. Але в чемпіонаті зіграв лише 3 гри і потім був виставлений на трансфер. Другу половину сезону провів у складі «Жетису».
З 2011 року гравець карагандинського «Шахтаря». У Караганді став двічі чемпіоном Казахстану, виграв Кубок Казахстану та Суперкубок країни (відкрив рахунок у матчі з «Астаною» (3-2).
У 2015 році перейшов до «Атирау», став там основним гравцем: провів найбільше матчів — 32 і забив найбільше м'ячів — 5.
У січні 2016 року повернувся до «Шахтаря», знову зіграв найбільше у команді — 32 матчів, відзначився 3-ма голами. У складі карагандинського клубу провів 5 матчів (відзначився одним голом) Лізі чемпіонів та 14 матчів у Лізі Європи.
Але сезон 2017 року розпочав у рідному «Кайсарі», який повернувся до Прем'єр-ліги, його очолив болгарський тренер Стойчо Младенов. І знову Максат, як капітан та лідер, проявив себе надійним футболістом, знову зіграв найбільше у команді — 32 матчі та відзначився 5-ма голами. У сезоні 2018 року увійшов до десятки рекордсменів Прем'єр-ліги зі зіграних матчів 1992—2018 років (станом на 01.10.2018), відіграв 30 вересня свій 400-й матч. У зв'язку з чим отримав від ПФЛК Приз пам'яті Серіка Жейлітбаєва – за 400 матчів, зіграних у чемпіонатах РК.
21 лютого 2020 року «Атирау» оголосив про повернення Максата Байжанова. У березні 2021 року повернувся до «Кайсара».

## Кар'єра в збірній
У національній збірній Казахстану під керівництва Сергія Тимофєєва дебютував 29 січня 2005 року в товариському матчі проти збірної Японії (0:4) в Йокогамі (Японія). Брав участь у відбіркових матчах чемпіонату світу 2006, чемпіонату світу 2010, чемпіонату світу 2014, чемпіонату світу 2018 та чемпіонату Європи 2012. Востаннє виступив за збірну головного тренера Олександра Бородюка 8 жовтня 2017 року у матчі кваліфікації з Вірменією (1:1) в Астані. Загалом провів 29 матчів за збірну відзначився 1-м гол у товариському матчі проти збірної Азербайджану (1:0) у 2016 році. Загалом у футболці національної команди провів 30 поєдинків.

## Цікаві факти
Його ім'я з казахської мови можна перекласти як «гол, ціль, пропозиція».

## Статистика виступів

### Клубна
Станом на 10 листопада 2019
| Клуб                 | Сезон             | Ліга                    | Ліга  | Ліга | Нац. кубок | Нац. кубок | Конт. кубок | Конт. кубок | Інші  | Інші | Загалом | Загалом |
| Клуб                 | Сезон             | Дивізіон                | Матчі | Голи | Матчі      | Голи       | Матчі       | Голи        | Матчі | Голи | Матчі   | Голи    |
| -------------------- | ----------------- | ----------------------- | ----- | ---- | ---------- | ---------- | ----------- | ----------- | ----- | ---- | ------- | ------- |
| «Кайсар»             | 2002              | Прем'єр-ліга Казахстану | 2     | 0    |            |            | -           | -           | -     | -    | 2       | 0       |
| «Кайсар»             | 2003              | Прем'єр-ліга Казахстану | 28    | 2    |            |            | -           | -           | -     | -    | 28      | 2       |
| «Кайсар»             | 2004              | Прем'єр-ліга Казахстану | 25    | 0    |            |            | -           | -           | -     | -    | 25      | 0       |
| «Кайсар»             | Загалом           | Загалом                 | 55    | 2    |            |            | -           | -           | -     | -    | 55      | 2       |
| «Іртиш» (Павлодар)   | 2005              | Прем'єр-ліга Казахстану | 19    | 0    |            |            | -           | -           | -     | -    | 19      | 0       |
| «Кайсар»             | 2006              | Прем'єр-ліга Казахстану | 26    | 5    |            |            | -           | -           | -     | -    | 26      | 5       |
| «Кайсар»             | 2007              | Прем'єр-ліга Казахстану | 29    | 2    |            |            | -           | -           | -     | -    | 29      | 2       |
| «Кайсар»             | 2008              | Прем'єр-ліга Казахстану | 28    | 10   |            |            | -           | -           | -     | -    | 28      | 10      |
| «Кайсар»             | Загалом           | Загалом                 | 83    | 17   |            |            | -           | -           | -     | -    | 83      | 17      |
| «Локомотив» (Астана) | 2009              | Прем'єр-ліга Казахстану | 19    | 0    |            |            | -           | -           | -     | -    | 19      | 0       |
| «Актобе»             | 2010              | Прем'єр-ліга Казахстану | 3     | 0    |            |            | 0           | 0           | 1     | 0    | 4       | 0       |
| «Жетису»             | 2010              | Прем'єр-ліга Казахстану | 13    | 1    |            |            | -           | -           | -     | -    | 13      | 1       |
| «Шахтар» (Караганда) | 2011              | Прем'єр-ліга Казахстану | 28    | 2    |            |            | 4           | 0           | -     | -    | 0       | 0       |
| «Шахтар» (Караганда) | 2012              | Прем'єр-ліга Казахстану | 24    | 5    | 5          | 0          | 2           | 0           | 1     | 0    | 0       | 0       |
| «Шахтар» (Караганда) | 2013              | Прем'єр-ліга Казахстану | 28    | 0    | 5          | 0          | 9           | 1           | 1     | 0    | 0       | 0       |
| «Шахтар» (Караганда) | 2014              | Прем'єр-ліга Казахстану | 24    | 2    | 3          | 0          | 4           | 0           | 1     | 0    | 0       | 0       |
| «Шахтар» (Караганда) | Загалом           | Загалом                 | 104   | 9    | 0          | 0          | 0           | 0           | 0     | 0    | 0       | 0       |
| «Атирау»             | 2015              | Прем'єр-ліга Казахстану | 26    | 5    | 0          | 0          | -           | -           | -     | -    | 26      | 5       |
| «Шахтар» (Караганда) | 2016              | Прем'єр-ліга Казахстану | 32    | 3    | 1          | 0          | -           | -           | -     | -    | 33      | 3       |
| «Кайсар»             | 2017              | Прем'єр-ліга Казахстану | 31    | 5    | 0          | 0          | -           | -           | -     | -    | 31      | 5       |
| «Кайсар»             | 2018              | Прем'єр-ліга Казахстану | 22    | 1    | 1          | 0          | -           | -           | -     | -    | 23      | 1       |
| «Кайсар»             | 2019              | Прем'єр-ліга Казахстану | 19    | 1    | 2          | 0          | -           | -           | -     | -    | 21      | 1       |
| «Кайсар»             | Загалом           | Загалом                 | 72    | 7    | 3          | 0          | -           | -           | -     | -    | 75      | 7       |
| Усього за кар'єру    | Усього за кар'єру | Усього за кар'єру       | 426   | 44   | 17         | 0          | 19          | 1           | 4     | 0    | 466     | 45      |

### У збірній

#### По роках
| національна збірна Казахстану | національна збірна Казахстану | національна збірна Казахстану |
| Рік                           | Матчі                         | Голи                          |
| ----------------------------- | ----------------------------- | ----------------------------- |
| 2005                          | 6                             | 0                             |
| 2006                          | 1                             | 0                             |
| 2007                          | 0                             | 0                             |
| 2008                          | 3                             | 0                             |
| 2009                          | 1                             | 0                             |
| 2010                          | 0                             | 0                             |
| 2011                          | 2                             | 0                             |
| 2012                          | 0                             | 0                             |
| 2013                          | 6                             | 0                             |
| 2014                          | 1                             | 0                             |
| Загалом                       | 20                            | 0                             |

Станом на 5 березня 2014 року

### Голи за збірну
Рахунок та результат збірної Казахстану вказано на першому місці.
| Гол | Дата            | Місце                                        | Суперник    | Рахунок | Результат | Змагання         |
| --- | --------------- | -------------------------------------------- | ----------- | ------- | --------- | ---------------- |
| 1.  | 26 березня 2016 | Gloria Golf Resort Pitch A, Белек, Туреччина | Азербайджан | 1–0     | 1–0       | Товариський матч |

## Досягнення

### Командні
«Локомотив»
- Прем'єр-ліга Казахстану
  -  Срібний призер (1): 2009

«Актобе»
- Кубок Співдружності
  -  Фіналіст (1): 2010

- Суперкубок Казахстану
  -  Володар (1): 2010

«Шахтар» (Караганда)
- Прем'єр-ліга Казахстану
  -  Чемпіон (2): 2011, 2012

- Кубок Казахстану
  -  Володар (1): 2013

- Суперкубок Казахстану
  -  Володар (1): 2013

### Особисті
- У списку 22 найкращих футболістів казахстанської Прем'єр-ліги (4): №1 (2006, 2008); №2 (2007, 2009)
- Лауреат премії КФФ у номінації «Найкращий півзахисник»: 2008
- Приз пам'яті Серіка Жейлітбаєва – за 400 матчів, зіграних у чемпіонатах РК (2018).